# Dijaška organizacija Slovenije
Dijaška organizacija Slovenije (DOS) je stanovska organizacija dijakov v Republiki Sloveniji. DOS združuje vse slovenske dijakinje in dijake ter zastopa njihove interese in se zavzema za njihovo uresničevanje. Dijaška organizacija Slovenije deluje v skladu z načeli demokratičnosti, transparentnosti, solidarnosti, ekonomičnosti in javnih koristi. Predsednik Dijaške organizacije Slovenije v mandatu 2024/2025 je Tai Žnidarčič. Podpredsednica Dijaške organizacije in predsednica Sveta DOS v mandatu 2024/2025 je Hana Kolendo.

## Organiziranost
Najvišji organ DOS je Parlament Dijaške organizacije Slovenije, katerega poslanci so predstavniki dijaških skupnosti vseh slovenskih srednjih šol. 
Svet DOS je nadzorni organ, ki ga sestavljajo Svetniki DOS, predseduje pa mu Podpredsednik DOS. 
Izvršilni organ je Predsedstvo DOS, ki vodi vsebinsko in projektno delo organizacije, vsak izmed članov predsedstva pa predseduje enemu izmed šestih Odborov DOS (Odbor za PR, Odbor za izobraževanje, Odbor za regionalno povezovanje in sodelovanje, Odbor za socialo, Odbor za kulturo, šport in obšolske dejavnosti in Odbor za mednarodno sodelovanje). 
Predsednica DOS predseduje Parlamentu in Predsedstvu DOS.

## Sestava Predsedstva in razdelitev odborov
Predsedstvo v mandatu 2024/20245 sestavljajo: Tai Žnidarčič, Hana Kolendo, Ana Veninšek, Zala Prah, Jan Žebre in Mija Istenič. 
| Odbor                                                     | Predsednica/predsednik odbora |
| --------------------------------------------------------- | ----------------------------- |
| Odbor za PR                                               | Mija Istenič                  |
| Odbor za izobraževanje                                    | Zala Prah                     |
| Odbor za mednarodno sodelovanje in regionalno sodelovanje | Hana Kolendo                  |
| Odbor za socialo                                          | Ana Veninšek                  |
| Odbor za kulturo, šport in obšolske dejavnosti            | Jan Žebre                     |

## Zgodovina
Po razpadu Zveze dijakov Slovenije (ZDS) oktobra 1993 se je na pobudo dijakov, v okviru Študentske organizacije Univerze v Ljubljani (ŠOU) s sedežem na Kersnikovi 4, odprl projekt imenovan Dijaška sekcija Slovenije (DSS). Projekt je bil namenjen ponovnemu organiziranju dijakov, toda pod nadzorom finančnega stanja, katerega glavni in edini prihodek jim je nudila ŠOU, bil pa je delež prihodka, ki so ga ustvarili dijaki preko Študentskega servisa ŠOU.  Glavni Namen DSS je bil izboljšati položaj srednješolcev v izobraževalnem procesu tako v materialnem kot tudi v vsebinskem smislu, predvsem pa skrb za varovanje pravic in interesov dijakov.
Osnovni cilji DSS so bili izboljšanje materialnega položaja dijakov, izboljšanja materialnih pogojev dela na šolah, povečevanje strpnosti, uveljavitev mednarodnih kriterijev znanja, kontrola rezultatov izobraževanja, večje sodelovanje med šolami doma in v tujini, vplivanje na Državni Zbor RS pri sprejemanju šolske zakonodaje, izboljšanje kvalitete poučevanja, uveljavitev pravice rednega neformalnega ocenjevanja kvalitete dela učiteljev.
DSS se je leta 2003 preimenovala v Dijaško organizacijo Slovenije in prešla pod okrilje Študentske organizacije Slovenije.
Na območju Ljubljane je kasneje nastala Dijaška skupnost Ljubljana (DSL), ki deluje v okviru Študentske organizacije Univerze v Ljubljani, v Mariboru podobno nalogo opravlja Dijaška skupnost Maribor (DSM) v okviru ŠOUM, na Primorskem pa Obalna dijaška skupnost (ODS) v okviru ŠOUP.